# Robert Fiedler

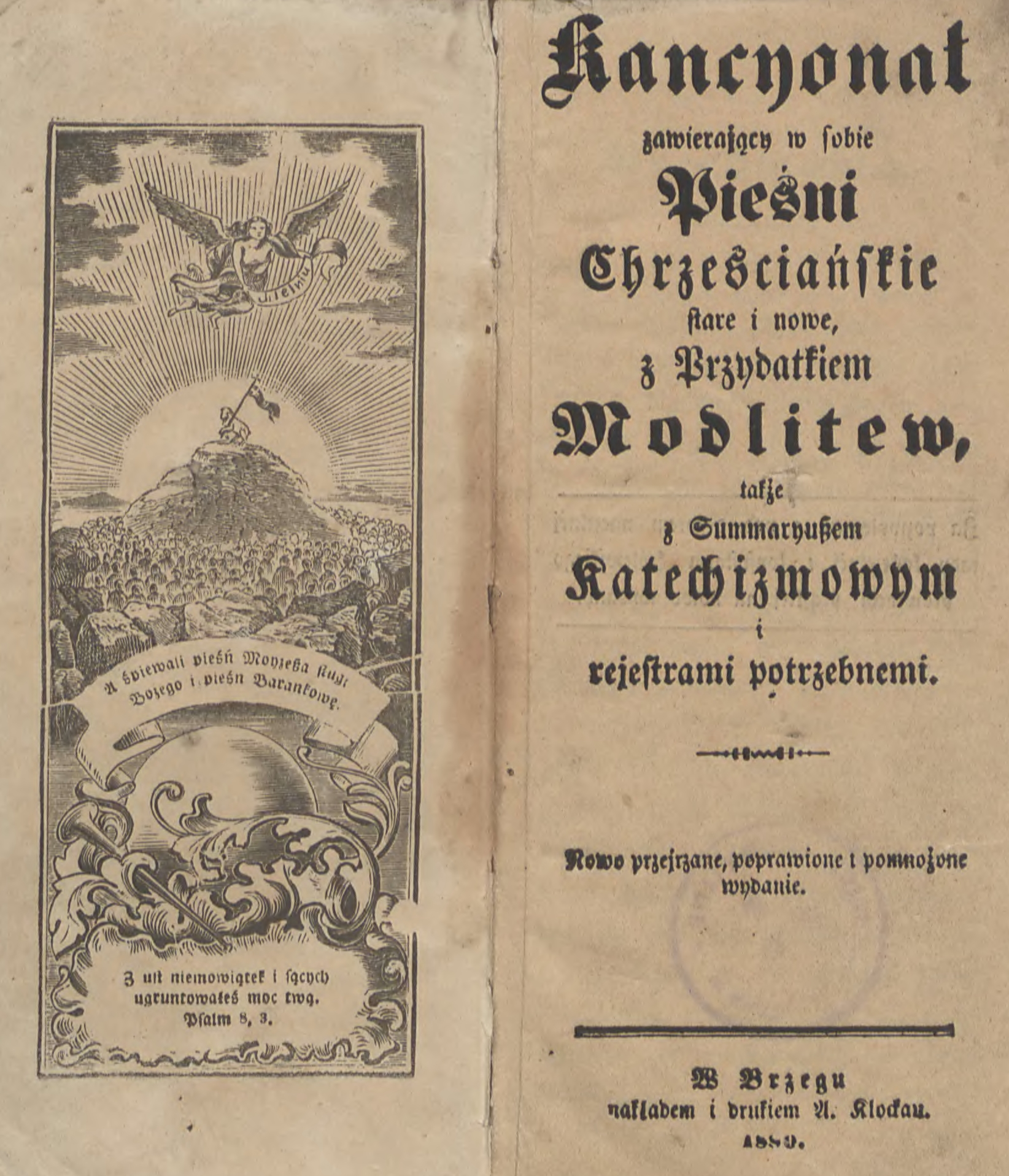
Kancjonał brzeski wydany przez Roberta Fiedlera w języku polskim w Brzegu w 1859 roku.

Robert Aleksander Fiedler (ur. 13 marca 1810 w Czerninie, zm. 1877 w Międzyborzu) – śląski pisarz religijny, polski pastor ewangelicki i folklorysta, który pełnił posługę na Śląsku w okolicach Międzyborza.

## Życiorys
Ordynowany na duchownego ewangelickiego był 13 maja 1836 roku. W latach 1836–38 pełnił funkcję proboszcza parafii ewangelickiej w Kowalowicach koło Namysłowa. Od 1839 roku Robert Fiedler był pastorem ewangelicko-augsburskim w Międzyborzu gdzie prowadził działalność duszpasterską oraz naukową. Był wydawcą książek religijnych oraz prac etnograficznych opisujących śląską gwarę, folklor oraz obyczaje miejscowej ludności. Współpracował z wielkopolskimi czasopismami wydawanymi w języku polskim; leszczyńskim „Przyjacielem Ludu” oraz poznańską „Szkołą Polską” Ewarysta Estkowskiego. Zaangażował się w działania mające na celu utrzymanie języka polskiego w kaznodziejstwie oraz w szkolnictwie na Śląsku.
Bronił polskości na Śląsku oraz domagał się przywrócenia w kościele protestanckim na Dolnym Śląsku nabożeństwa w języku polskim. 5 grudnia 1844 roku zabrał w tej sprawie głos wysyłając petycję do synodu we Wrocławiu gdzie postulował „Dobro tych braci moich w Chrystusie szczepu słowiańskiego mając na uwadze wnoszę o większe odtąd uwzględnianie ich potrzeb religijnych i kościelnych, a to pod trojakim względem: 1) co do obsadzenia probostw, 2) co do ścieśnienia nabożeństw, 3) co do opatrzenia szkół (...) Nawet wtenczas kiedy tylko mała część gminy jest polską, nie wolno zaniechać nabożeństwa polskiego ani całkiem jej odejmować sposobności zbudowania się w świątyni pańskiej... Bo jedynie mowa ojczysta przemówić może do serca”. Synod wrocławski z 1884 roku przyjął postulaty Fiedlera i zadeklarował po niemiecku „dass polnische Kinder auch fomlich polnischen Unterricht erhalten mochten” (pol. „aby dzieciom polskim także w języku polskim dawano nauki”).
Fiedler był również przeciwnikiem germanizacji oraz miłośnikiem miejscowego dialektu śląskiego, zwalczanego wówczas przez władze pruskie jako słowiańskiego. Zebrał też i opisał sporo pieśni w miejscowym dialekcie.

## Dzieła
Robert Fiedler publikował na Śląsku książki o tematyce religijnej oraz etnograficznej w języku polskim oraz niemieckim: w 1844 roku wydał w języku niemieckim pionierską pracę omawiającą miejscową gwarę na Śląsku pt. „Bemerkungen uber die Mundart der polnischer Niederschlesier”, w 1844 opublikował „Kazania na wszystkie święta roku kościelnego”, a w 1859 roku wydał w języku polskim w Brzegu wznowienie kancjonału z 1673 roku tzw. „Kancjonału brzeskiego”, który zawierał modlitwy oraz pieśni kościelne.